# 梅塔拉
梅塔拉（Methala），是印度喀拉拉邦Thrissur县的一个城镇。总人口36317（2001年）。

## 人口
该地2001年总人口36317人，其中男性17543人，女性18774人；0—6岁人口3581人，其中男1811人，女1770人；识字率85.51%，其中男性为87.63%，女性为83.52%。